# Morteo

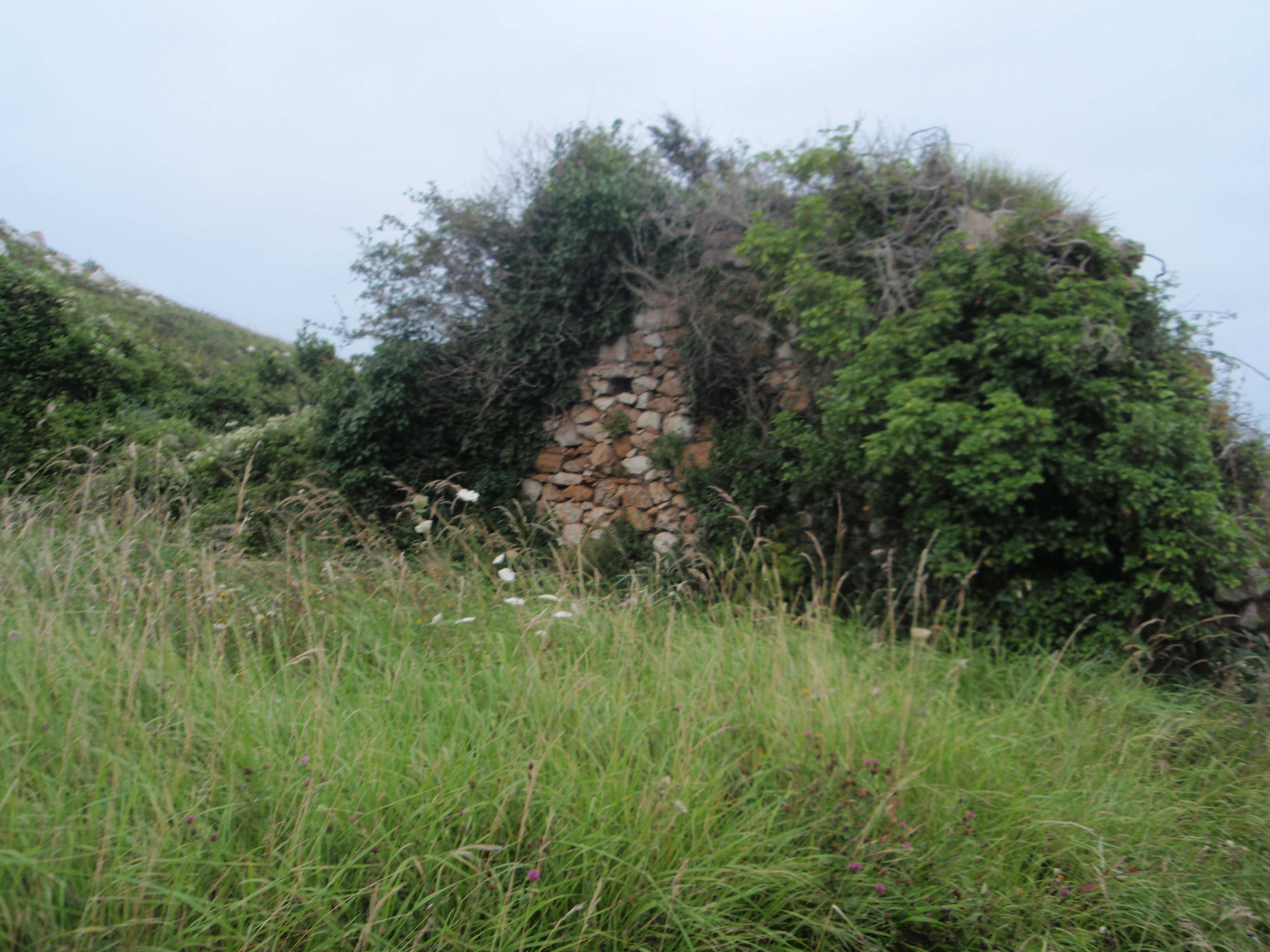
Ruinas de un edificio en el antiguo lugar de Morteo, junto a la ruta de senderismo.

Morteo fue un antiguo pueblo situado en un alto cercano al mar, entre Ubiarco y Arroyo, en el actual municipio de Santillana del Mar (Cantabria, España), del que se conservan los cimientos de algunos muros. Se desconoce la razón por la que fue abandonado. Sus ruinas, casi imperceptibles al estar cubiertas de maleza, son atravesadas por la ruta n.º 56 contemplada en el Plan de Ordenación del Litoral de Cantabria.